# Isola dei Leoni Marini
L'isola dei Leoni Marini (Sea Lion Island, Isla de los Leones Marines) è una delle isole Falkland, situata circa 8 miglia a Sud-Est di Lafonia.

## Popolazione e storia
Storicamente, l'Isola dei leoni marini era una tenuta di greggi e una base per la macellazione dei pinguini per la produzione di olio. Quando la nave inglese Viscount fu distrutta nel 1892, il relitto fu utilizzato per realizzare la fattoria. In tempi recenti, si è avuto un declino dell'allevamento e un aumento delle attività di ecoturismo, ora dominanti.

## Geografia
L'Isola dei leoni marini è un'isola piccola e allungata, che nella costa orientale presenta scogliere e alcuni stagni tra cui Beaver Pond e Long Pond. Poco a Sud si trova Rum Island, che ospita una piccola colonia di foche. La baia sulla costa sud si chiama East Loafers.
Il punto più elevato è Bull Hill, con i suoi 46 metri.

## Fauna
L'isola è nota per la sua fauna selvatica, inclusi otarie dalla criniera, elefanti marini del Sud, pinguini, caracara striati e stercorari antartici, e orche al largo.
Dal 1995 due ricercatori italiani conducono ininterrottamente studi sulle dinamiche demografiche e la dieta degli elefanti marini del Sud.